# Leroy Burrell
Leroy Russell Burrell (ur. 21 lutego 1967 w Filadelfii) – amerykański lekkoatleta, sprinter, złoty medalista Igrzysk olimpijskich i mistrzostw świata.
Od 1994 r. mąż sprinterki Michelle Finn. Ich syn Cameron także uprawia lekkoatletykę.
Największe sukcesy odnosił jako członek amerykańskiej sztafety 4 × 100 metrów, indywidualnie największe osiągnięcia miał na dystansie 100 metrów:
- srebrny medal Mistrzostw Świata (Tokio 1991)
- 1. miejsce podczas Finału Grand Prix IAAF (Londyn 1993)

Burrell był jednym z faworytów finałowego biegu na 100 metrów podczas igrzysk olimpijskich w Barcelonie (1992), popełnił jednak falstart i przy ponownym starcie musiał uważać bardziej od innych sprinterów, co spowodowało gorszą reakcję startową i ostatecznie 5. pozycję na mecie (według ówczesnych przepisów każdy zawodnik mógł dokonać jednego falstartu).

## Rekordy życiowe
- Bieg na 100 metrów – 9,85 s (1994) były rekord świata, 14. wynik w historii światowej lekkoatletyki
- Bieg na 200 metrów – 20,12 s (1992)
- Skok w dal – 8,37 m (1999)
- Bieg na 60 metrów (hala) – 6,48 s (1991)

Burrell razem z kolegami z amerykańskiej kadry jest aktualnym rekordzistą świata w rzadko rozgrywanej konkurencji – sztafecie 4 × 200 metrów (1:18,68 1994). Przez 16 lat był rekordzistą świata w sztafecie 4 × 100 metrów (37,40 1992), rekord ten odebrali Amerykanom dopiero Jamajczycy, którzy przebiegli ten dystans w czasie 37,10 podczas igrzysk olimpijskich w Pekinie (2008).